# 海豪洛姆
海豪洛姆，是匈牙利诺格拉德州所辖的一个村。总面积18.67平方公里，总人口984，人口密度52.7人/平方公里（2011年1月1日）。